# Perosa Canavese
Perosa Canavese (Prosa in piemontese) è un comune italiano di 499 abitanti della città metropolitana di Torino in Piemonte.

## Storia
Il comune di Perosa Canavese nasce come piccolo centro attiguo al borgo di Moyrano, in seguito andato perduto a causa delle pestilenze e delle scorrerie degli eserciti in transito.
La storia di Perosa è strettamente collegata, dal XI al XVI secolo, alle vicende dei conti di San Martino e del loro castello e centro fortificato. Per comprendere meglio le vicende e l'importanza strategica ed economica è importante sottolineare che, fin da epoca romana, transitava da Perosa (via petrosa) un'importante via di comunicazione tra Eporedia ed Augusta Taurinorum: tale strada passava dagli odierni comuni di San Martino Canavese e Vialfrè.
Nel secolo XII Perosa è feudo dei Conti di San Martino. Nel 1263 ben 54 Uomini di Perosa e Moyrano prestano giuramento alla convenzione per la lotta dei Berrovieri: un numero tale di partecipanti lascia supporre che questi due insediamenti fossero abbastanza popolati.
Tra il 1200 e il 1700 alcuni uomini di Perosa e Moyrano ricevono, per investitura, numerosi beni dalla Chiesa d'Ivrea.
Nel secolo XVI, durante la guerra tra Francesi e Spagnoli, Perosa subisce notevoli danneggiamenti, soprattutto in occasione dei numerosi assedi al castello del borgo di San Martino.
Verso la fine del XVIII secolo ha sede in Perosa una fonderia ed officina per la lavorazione del rame: la Ramera (attualmente Cascina Ramera) era di proprietà dei Perrone di San Martino.
Nel 1800, durante l'invasione delle truppe napoleoniche, Perosa viene fortemente danneggiata e l'archivio comunale viene distrutto.

### Simboli
Lo stemma e il gonfalone del comune sono stati concessi con decreto del presidente della Repubblica del 2 dicembre 2010.
Il gonfalone è un drappo partito di giallo e di azzurro.
Nello stemma è raffigurata l'imponente torre-porta che ancora oggi sovrasta un tratto delle mura dell'Ayrale. I rombi della prima partizione sono ripresi dal blasone dei Conti San Martino (inquartato: il 1º e 4º d'azzurro, a nove rombi d'oro, 3, 3, 3, accollati e appuntati; il 2º e 3º di rosso).

## Società

### Evoluzione demografica
Abitanti censiti

## Cultura

### Musei

#### Museo didattico Memorie del Tempo
Museo prettamente didattico allestito all'interno del Municipio, in un caratteristico locale seminterrato, espone una pluralità di oggetti di uso corrente nell'Ottocento e nel primo Novecento suddivisi in sezioni tematiche. Ogni pezzo esposto è catalogato con il nome in italiano e in piemontese e, talvolta, accompagnato da una descrizione di come veniva impiegato. Sono presenti alcuni reperti archeologici dell'età romana e fossili oltre a calchi di incisioni rupestri, la cui presenza è stata rilevata in molte aree dell'Anfiteatro Morenico di Ivrea.
Il museo aderisce al progetto "Rete Museale AMI" che prevede una valorizzazione e promozione del patrimonio museale dell'Anfiteatro Morenico d'Ivrea.

## Amministrazione
Di seguito è presentata una tabella relativa alle amministrazioni che si sono succedute in questo comune.
| Periodo        | Periodo        | Primo cittadino   | Partito                             | Carica              | Note  |
| -------------- | -------------- | ----------------- | ----------------------------------- | ------------------- | ----- |
| 25 giugno 1985 | 31 maggio 1990 | Guido Detragiache | lista civica                        | Sindaco             | [ 8 ] |
| 31 maggio 1990 | 24 aprile 1995 | Renzo Enrico      | lista civica                        | Sindaco             | [ 8 ] |
| 24 aprile 1995 | 14 giugno 1999 | Renzo Enrico      | -                                   | Sindaco             | [ 8 ] |
| 14 giugno 1999 | 14 giugno 2004 | Giuseppa Vanacore | centro-sinistra                     | Sindaco             | [ 8 ] |
| 14 giugno 2004 | 19 aprile 2007 | Giuseppa Vanacore | lista civica                        | Sindaco             | [ 8 ] |
| 19 aprile 2007 | 15 aprile 2008 | Paolo Accardi     |                                     | Comm. straordinario | [ 8 ] |
| 15 aprile 2008 | 27 maggio 2013 | Michele Borgia    | centro                              | Sindaco             | [ 8 ] |
| 27 maggio 2013 | 10 giugno 2018 | Michele Borgia    | lista civica Uniti per la rinascita | Sindaco             | [ 8 ] |
| 10 giugno 2018 | in carica      | Michele Borgia    | lista civica Uniti per la rinascita | Sindaco             | [ 8 ] |